# Синиченко, Григорий Иванович
Григорий Иванович Синиченко (1903—1986) — председатель Братского поселкового Совета депутатов трудящихся (1954—1962), участник Великой Отечественной и Советской-японской войн. Член КПСС с 1925 года.

## Биография
Григорий Иванович Синиченко родился в 1903 году в селе Любышь Жиздринского уезда Калужской губернии. Свою трудовую деятельность начал в 1916 году в г. Брянске плотником, а позднее работал на Мотовилихинском механическом завода.
С 1921 по 1923 год Григорий Иванович Синиченко — красноармеец, курсант совпартшколы первой степени. В период с 1923 по 1937 годы Г. И. Синиченко служил в РККА, в 1925 году вступил в ВКП(б). С августа 1937 года он жил и работал в Иркутске.
Участник боев под Москвой в 1941 году, был тяжело ранен. До декабря 1946 года находится в рядах войск Забайкальского военного округа в должности зам. командира стрелкового полка, участник войны с Японией.
С августа 1953 года пропагандист Братского РК КПСС, затем был избран председателем Братского поселкового Совета, где проработал семь лет до его ликвидации в 1962 году. Трудовую деятельность закончил в должности старшего инспектора отдела кадров Управления механизации СУ «Братскгэсстрой».

## Награды и поощрения
Григорий Иванович Синиченко награжден двумя орденами Красной Звезды и семью медалями, первым в Братске получил почетный знак «50 лет пребывания в КПСС».